# Auteuil, Oise
Auteuil är en kommun i departementet Oise i regionen Hauts-de-France i norra Frankrike. Kommunen ligger i kantonen Auneuil som tillhör arrondissementet Beauvais. År 2022 hade Auteuil 553 invånare.

## Befolkningsutveckling
Antalet invånare i kommunen Auteuil
| Referens: INSEE |